# Навколоземна наднова

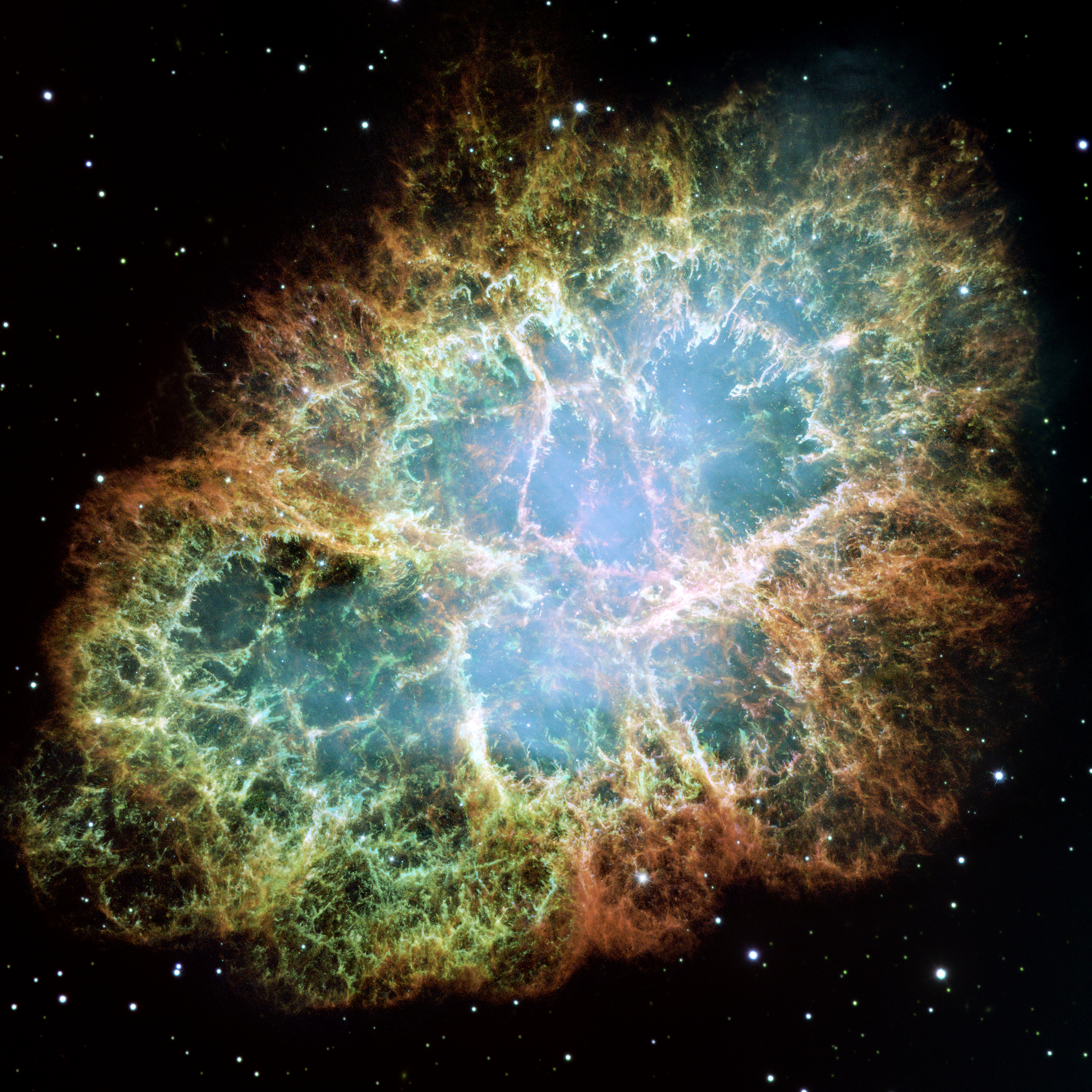
Крабоподібна туманність — це плеріон, який пов'язують з надновою 1054 року. Вона розташована на відстані бл. 6 500 світлових років від Землі.

Навколоземна наднова — це вибух будь-якої зорі досить близько від Землі (приблизно менше 100 світлових років), щоб мати відчутний вплив на біосферу.

## Вплив на Землю
В середньому, вибух наднової на відстані менше 10 парсеків (бл.33 світлових років) від Землі відбувається раз на 240 мільйонів років. Гамма-промені наднової матимуть найбільш негативний вплив на планети земної групи, на яких існує життя. У випадку Землі, гамма-промені спричинять хімічну реакцію у верхніх шарах атмосфери Землі, яка перетворить молекулярний азот на оксиди азоту, що достатньо витончить озоновий шар, щоб на поверхню планети потрапили шкідливі сонячна та космічна радіація. Найбільше від цього постраждають фітопланктон та спільноти коралових рифів, що в свою чергу спустошить основу харчового ланцюжка океанів.

## Ризик за видами наднових
Обговорення потенційного впливу навколоземної наднової на Землю часто фокусується на великих зорях — кандидатах у наднові II типу. Декілька яскравих зорей на відстані декілька сот світлових років від Землі є кандидатами у наднові у найближчу тисячу років. І хоча ці події виглядатимуть вражаюче, на думку вчених, ці «передбачувані» наднові мають незначний потенціал зашкодити Землі.
Сучасні оцінки передбачають, що наднова типу II для знищення половини озонового шару Землі має вибухнути на відстані ближче 8 парсеків (26 світлових років). Такі оцінки в першу чергу торкаються моделювання впливу на атмосферу та враховували єдиний відомий потік радіації з SN 1987A, наднової типу II у Великій Магеллановій Хмарі. Частота вибуху наднової на відстані менше 10 парсеків від Землі оцінюється від 0,05-0,5 на 1 мільярд років до 10 на 1мільярд років. Декілька авторів засновували свої оцінки на ідеї, що наднові сконцентровані у спіральних рукавах галактики, і вибухи наднових неподалік від Сонця як правило відбуваються протягом ~10 мільйонів років, за які Сонце проходить один такий рукав (ми зараз майже ввійшли у рукав Оріона). Відносно нова праця Герельса з колегами пропонує значення 3 наднові ближче ніж 10 парсеків на мільярд років. частота наднових в рамках відстані D пропорційна D3 для менших значень D, а для більших — пропорційна D2, оскільки товщина галактичного диску є кінечною (для міжгалактичних відстаней знов застосовується пропорційність до D3). Прикладами відносно недалеких наднових є залишок наднової Вітрил (~800 світлових років, ~12 000 років тому) та Гемінга (~550 світлових років, ~300 000 років тому).
Вважається, що наднова типу Ia потенційно є найбільш небезпечною, якщо вибухне достатньо близько від Землі. Оскільки надновими цього типу вибухають тьмяні, звичайні білі карлики, існує ймовірність, що така наднова вибухне несподівано у погано вивченій зоряній системі поруч з Землею. Найближчим відомим кандидатом є IK Пегаса. Однак, за поточними оцінками, коли ІК Пегаса вибухне, її швидкість відносно Сонячної системи віднесе її на безпечну відстань.

## Минулі події
Певні продукти розпаду короткоживучих радіоактивних ізотопів свідчать, що вибух близької наднової допоміг сформувати склад Сонячної системи 4,5 млрд років тому та, можливо, запустив сам процес її формування. Створення важких елементів надновими протягом астрономічних відрізків часу фактично зробило можливим хімію життя на Землі.
Астрономи Іллінойського університету в Урбана-Шампейн 1996 року висунули теорію, що свідчення і вплив минулих наднових на Землі можна побачити у вигляді ізотопів металів у пластах гірських порід. Відповідно, надлишок ізотопу заліза-60 було знайдено у глибоководних скелях Тихого океану дослідниками Мюнхенського технічного університету. 23 атоми цього ізотопу заліза були знайдені у верхніх 2 см кори, які (ці см) датуються останніми 13 млн років. За оцінками, для існування сьогодні такої кількості ізотопу заліза-60, наднова мала вибухнути в останні 5 млн.років або дуже близько до Землі. Якби вона вибухнула дуже близько, наслідком ймовірно було б вимирання видів, чого у зазначеному періоді часу не зафіксовано. На думку науковців, кількість заліза вказує, що наднова вибухнула не далі 30 парсеків від Сонячної системи. З іншої сторони, ті ж автори оцінюють частоту наднових на відстані менше D (Для відносно малих D) на рівні (D/10 парсек)3 на мільярд років, що дає ймовірність лише бл.5% для наднової на відстані менше 30 парсеків в останні 5 мільйонів років. Вони також зазначають, що ймовірність може бути вищою, оскільки Сонячна система починає входження в Рукав Оріона нашої Галактики.
Адріан Л.Мелотт з колегами оцінюють, що гамма-сплески від «небезпечно близьких» вибухів наднових трапляються два чи більше разів на мільярд років, і висунули припущення, що вони були причиною Вимирання кінця ордовикового періоду, яке призвело до вимирання майже 60% життя в океанах Землі.
В 1998 році залишок наднової, RX J0852.0-4622, був знайдений перед (ймовірно) більшим залишком наднової Вітрил Незалежно були зафіксовані гамма-промені від розпаду ізотопу титану-44 (період напіврозпаду — бл.60 років), що свідчить про відносно недавній вибух наднової (ймовірно бл.1200 р.н. е.), але історичні свідчення про такий вибух відсутні. Потік гамма- та рентгенівського випромінювання свідчить, що наднова було відносно близько до нас (ймовірно 200 парсеків/660 світлових років). Якщо це так, це досить видатна подія, бо наднові на відстані 200 парсеків і менше передбачаються рідше разу на 100 000 років.
У 2009 році дослідники виявили нітрати у крижаних кернах з Антарктики на глибинах, що відповідають відомим надновим 1006, 1054 та бл. 1060 років н. е. Нітрати ймовірно утворились з оксидів азоту, створених гамма-променями з наднових. Застосування цієї техніки може дозволити виявляти сліди наднових, що трапились тисячі років тому.